# Fons Margot
Alfons (Fons) baron Margot (Brugge, 21 juli 1921 - Vlezenbeek, 24 januari 2017) was een Belgisch bestuurder, redacteur en auteur.

## Levensloop
Margot volgde middelbaar onderwijs aan de school van de Xaverianen in Brugge.
In 1939 werd hij, als de oudste van zeven kinderen, niet voor legerdienst opgeroepen. Tijdens de Tweede Wereldoorlog werkte hij bij een metaalfabriek waar onder meer brandstoftanks werden gemaakt. Dit bracht hem in contact met leden van de Belgische geheime inlichtingendienst en hij verleende zijn medewerking. Tegen het einde van de oorlog moest hij onderduiken.
Na de oorlog werd hij als milicien van de klasse 1921 dan toch opgeroepen. Hij werd bewaker voor een kamp in Overijse waar circa 60.000 Duitse krijgsgevangenen in een tentenkamp waren bijeengebracht.
In 1946 solliciteerde hij bij een jonge organisatie die de kleine en middelgrote ondernemingen in Nederlandstalig België wilde groeperen. Hij werd na korte tijd hoofd van de publicaties van deze organisatie. Het bracht er hem toe zelf artikels te publiceren. Hij schreef onder meer in het verenigingsblad De Middenstand, waarvan hij de hoofdredacteur was, een wekelijkse column onder de naam In die dagen. Het werden er meer dan 2.000.
Hij had belangstelling voor de Europese gedachte en als Bruggeling behoorde hij tot de promotoren van het in 1949 gestichte Europacollege.
Tot in 1986 had hij de dagelijkse leiding als secretaris-generaal bij het NCMV. Onder zijn leiding groeide de vereniging uit tot een nationale speler, als vertegenwoordiger van de kleine en middelgrote ondernemingen, bij het sociaal overleg en in de onderhandelingen van de sociale partners over loon- en arbeidsvoorwaarden. 
Hij was ook voorzitter van de Hoge Raad van de Middenstand en voorzitter van de commissie Rechtvaardigheid en Vrede.
In 1991 werd hij ten persoonlijke titel opgenomen in de Belgische adel, met de titel baron. Hij nam in zijn wapenschild een Brugse zwaan en verkoos als wapenspreuk: Houd het midden.
Margot was van 1986 tot 1988 voorzitter van het Europees Economisch en Sociaal Comité (EESC), een adviesorgaan van de Europese instellingen waar hij al vanaf 1972 toe behoorde.
Over zijn eigen belevenissen schreef hij het boek "Vrede in Oorlogstijd". Het is het verhaal van Fons Margot zelf, zoals hij zich zijn jeugdjaren herinnert. Het begint in de jaren 20 en loopt door tot de jaren 50.
Hij was gehuwd met Paula Brausch (1923-2012) en had verschillende kinderen.

## Publicaties
- Tot ziens in Steenkerke - 128 blz. - Getuigenissen uit de Eerste Wereldoorlog van zijn gesneuvelde oom en naamgenoot.Tot ziens in Steenkerke - Fons Margot
- Vrede in Oorlogstijd - 2010.Fons Margot (89) schrijft boek over zijn oorlogsherinneringen - Het Nieuwsblad - 30 december 2011
- Mijn postume autobiografie - Fictieve en postume autobiografie van Marc Margot (1959-1961), zoontje van Fons Margot.Postume autobiografie van Marc Margot, opbrengst voor Kom op tegen Kanker - Editiepajot - 15 juni 2012